# Маргарита Хранова
Маргарита Хранова (20 грудня 1951, Сливен) — болгарська естрадна співачка, працювала у стилі диско. У 2000-х роках — політик.

## Біографія
Закінчила Естрадний відділ Болгарської державної консерваторії, почала працювати співачкою у тріо «Обектив». Соло-кар'єру почала 1972. Лауреатка престижного призу «Золотий Орфей».
З нею співпрацювали найкращі композитори Болгарії: Найден Андреєв, Зорніца Попова, Петар Ступел, Іван Пеєв, Атанас Косев, Александар Йосіфов, Александар Бразіцов, Марія Ґанева, Вілі Казасян.
У 2000-их активна член Партії болгарських жінок (ПБЖ).

## Відомі пісні
- «Далечна песен»
- «В безкрая на нощта»
- «Албена»
- «Вечнозелени дървета»
- «Лазарки»
- «Мамо»
- «Старото писмо»
- «Песен за моя син»
- «Фантазия»
- «Когато се завърнеш в София»
- «Устрем»
- «Песен за моя син»
- «Младост»
- «Опиянение»
- «Копнеж»
- «В моя ден, в моята нощ»
- «Звездна фантазия»
- «Кактус»
- «Кръстопът»
- «Завръщане» — дует з Борисом Ґоджуновим
- «Любовен танц» — дует з Теді Ґеневим
- «Самота» — дует з Лорадо
- «Оставаме» — пісня з кінострічки «Оркестър без име»
- «Небесни ноти»